# Albert Murray
Albert Murray (Nokomis, 12 maggio 1916 – Harlem, 18 agosto 2013) è stato uno scrittore e biografo statunitense. Di origine afroamericana, si interessò anche di critica letteraria e critica musicale soprattutto riguardante il genere jazz.

## Biografia
Albert Murray frequentò il Tuskegee Institute diplomandosi nel 1939; nel 1948 ottenne anche un master alla New York University. 
Nel 1943 era entrato a far parte della U.S. Air Force, dalla quale si ritirò nel 1962.
Solo dopo aver lasciato la carriera militare Murray iniziò seriamente la sua carriera di scrittore. Il suo primo libro, The Omni-Americans (1970), fu molto apprezzato dalla critica.
Anche se non si erano conosciuti a Tuskgee, Murray e Ralph Ellison divennero amici poco dopo il diploma. La loro reciproca influenza – evidente nel libro Trading Twelves: The Selected Letters of Ralph Ellison and Albert Murray – denuncia il modo di scrivere e di pensare di entrambi, a partire dal momento in cui è stato scritto il romanzo Uomo invisibile, attraverso le opere di Murray fino alla morte di Ellison nel 1994. 
Murray fu molto amico anche del pittore Romare Bearden. Questa loro relazione tendeva ad influenzare l'arte di entrambi. Il collage "The Block" (1971) ad esempio è ispirato al panorama che si vedeva dall'appartamento di Harlem di Murray.
Murray ha goduto di grande attenzione soprattutto durante gli anni ottanta e novanta grazie alla sua influenza sul critico Stanley Crouch e sul jazzista Wynton Marsalis. Insieme a quest'ultimo, Murray è cofondatore del programma e dell'istituzione conosciuta come Jazz at Lincoln Center.

## Opere
- Good Morning Blues (1985) coautore, biografia di Count Basie
- The Blue Devils of Nada, collezione di saggi (1996)
- The Seven League Boots (1996)
- Train Whistle Guitar, romanzo (1974)
- South to a Very Old Place (1971)
- Stomping the Blues (1976)
- The Spyglass Tree (1991)
- Trading Twelves: The Selected Letters of Ralph Ellison and Albert Murray (2001).